# Literaturbetrieb
Mit Literaturbetrieb bezeichnet man die literarische Öffentlichkeit, die durch die Zusammenarbeit von Verlegern, Autoren und Medien sowie Institutionen wie Literaturgesellschaften, Stiftungen u. ä., die Literaturpreise vergeben, und die dazugehörigen Jurys hergestellt wird. Dabei rechnen zu den Medien insbesondere die Feuilletonredaktionen der Zeitungen und Literaturzeitschriften sowie der Rundfunkanstalten.
Besonders anschaulich wird Literaturbetrieb bei den Buchmessen und den Literatursendungen des Fernsehens, die wesentlich die Verkaufszahlen der vorrangig vorgestellten oder besprochenen Titel bestimmen. Als meinungsführend gelten dabei die Fernsehsendungen Das literarische Quartett von Marcel Reich-Ranicki, die Ende 2001 eingestellt wurde, und die Nachfolgesendung Lesen! von Elke Heidenreich.
Zunehmend wird der Literaturbetrieb auch von Literaturagenten beeinflusst, die zwischen den Autoren und den Verlagen stehen. Eine Sonderrolle nehmen Buchhändler und Kleinverleger ein, die sich auf bestimmte literarische Sparten und/oder besondere Kundengruppen spezialisiert haben.